# Kaiser der Qin-Dynastie

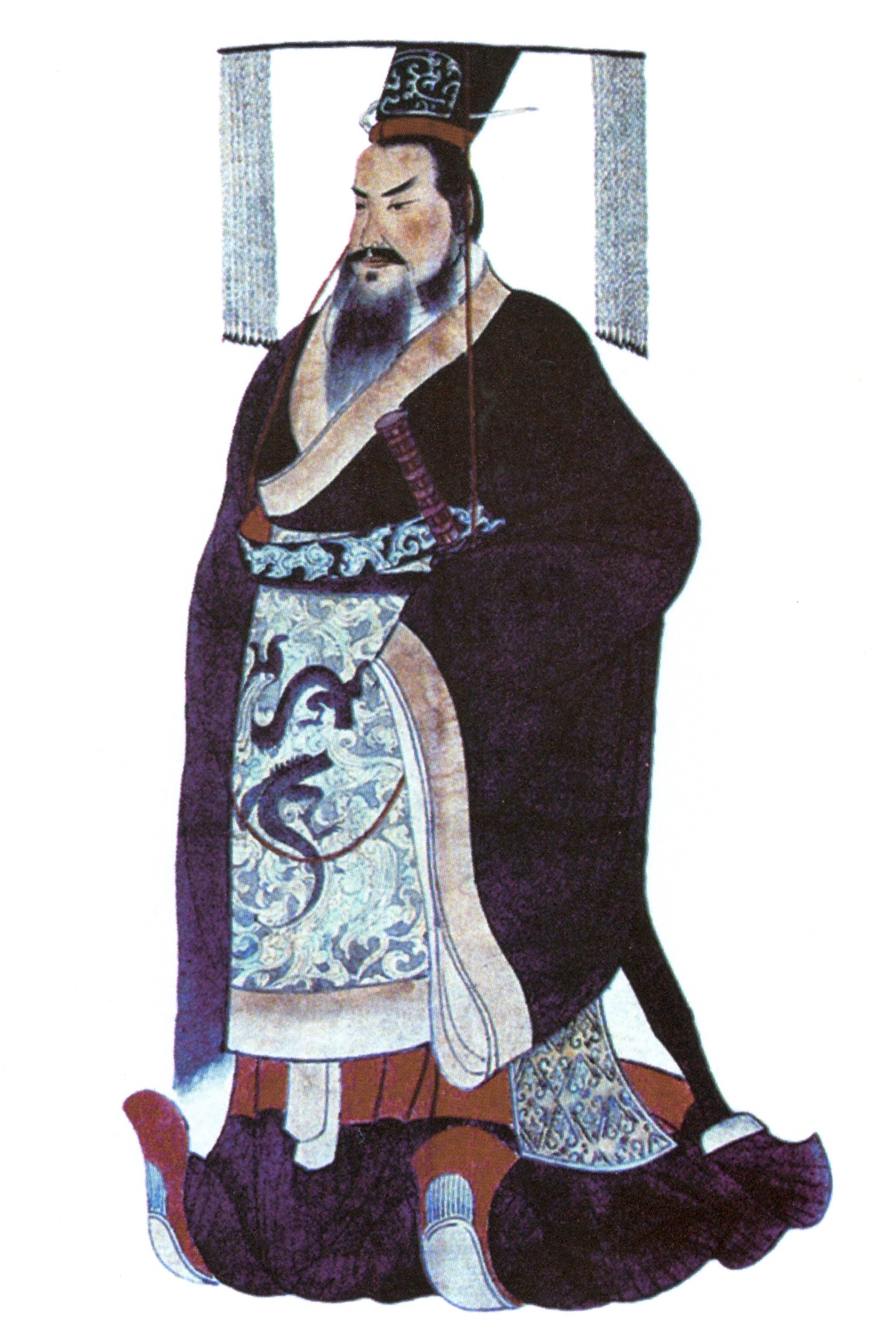
Qin Shihuangdi

Dies ist eine Liste der Herrscher des Staates Qin. Yíng Zhèng, der spätere Qin Shihuangdi, vereinigte das Land und war ab 221 der erste Gesamtherrscher (Kaiser) von China.
| Postumer Name ( Shi Hao 諡號)              | Geburtsname                                      | Regierungsjahre         |
| ------------------------------------------ | ------------------------------------------------ | ----------------------- |
| Konvention: „Qin“ + Postumer Name          |                                                  |                         |
| Zhaoxiang (昭襄 Zhāoxiāng)                 | Ying Ze (嬴則 yíng zé oder Ying Ji 嬴稷 yíng jì) | 255 v. Chr.–250 v. Chr. |
| Xiaowen (孝文 Xiàowén)                     | Ying Zhu (嬴柱 yíng zhù)                         | 250 v. Chr.             |
| Zhuangxiang (莊襄 Zhuāngxiāng)             | Ying Zichu (嬴子楚 yíng zi chǔ)                  | 249 v. Chr.–247 v. Chr. |
| Qin Shihuangdi 1) (始皇帝 Shǐhuángdì)      | Ying Zheng (嬴政 yíng zhèng)                     | 246 v. Chr.–210 v. Chr. |
| Er Shi Huangdi (二世皇帝 Èr Shì Huángdì)   | Ying Huhai (嬴胡亥 yíng hú hài)                  | 209 v. Chr.–207 v. Chr. |
| Sān Shì Huángdì (三世皇帝 Sān Shì Huángdì) | Ying Ziying 2) (嬴子嬰 yíng zi yīng)             | 207 v. Chr.–206 v. Chr. |